# Élections générales anglaises de 1681
 (juin 2017).
Les élections générales anglaises de 1681 se sont déroulées en Angleterre en 1681. Ces élections sont remportées par l'opposition[réf. nécessaire].